# Сан Мартино (Новара)
Сан Мартино је насеље у Италији у округу Новара, региону Пијемонт.
Према процени из 2011. у насељу је живело 269 становника. Насеље се налази на надморској висини од 132 м.